# Précigné
Précigné é uma comuna francesa na região administrativa do País do Loire, no departamento de Sarthe. Estende-se por uma área de 57.85 km². Em 2010 a comuna tinha 3 029 habitantes (densidade: 52,4 hab./km²).